# Jan Zwischenbrugger
Jan Zwischenbrugger (* 16. Juni 1990 in Au) ist ein österreichischer Fußballspieler.

## Karriere
Zwischenbrugger begann seine Karriere beim FC Bizau, ehe er in die AKA Vorarlberg wechselte. 2009 schloss er sich dem Zweitligisten SCR Altach an, für den er jedoch kein Spiel absolvierte. 2010 ging er zum SC Austria Lustenau. Sein Profidebüt gab er gegen den FC Admira Wacker Mödling. Nachdem er in Lustenau zum Stammspieler geworden war, wechselte er 2013 zum Ligakonkurrenten TSV Hartberg, den er jedoch nach einem halben Jahr verließ und in die Bundesliga zur SV Ried wechselte. Sein Bundesligadebüt gab er am 22. Spieltag 2013/14 gegen den SC Wiener Neustadt. Nach einem halben Jahr kehrte er aber zum Aufsteiger SCR Altach zurück. Mitte Mai 2019 verlängerte er seinen Vertrag vorzeitig bis Sommer 2022.
Nach über 250 Pflichtspielen für Altach verließ er den Verein nach der Saison 2023/24 nach zehn Jahren. Im Anschluss wechselte Zwischenbrugger zur Saison 2024/25 nach Deutschland zum fünftklassigen FV Ravensburg. Für Ravensburg spielte er 17 Mal in der Oberliga.
Zur Saison 2025/26 kehrte er nach Österreich zurück und wechselte zum fünftklassigen FC Schwarzenberg.

## Privates
Der Skirennläufer Noel Zwischenbrugger ist sein Neffe.